# 雷沃德 (加利福尼亞州因約縣)
雷沃德（英語：Reward）是位於美國加利福尼亞州因約縣的一個非建制地區。該地的面積和人口皆未知。

## 地理
雷沃德的座標為36°44′51″N 118°03′18″W / 36.74750°N 118.05500°W，而該地的平均海拔高度為1178米（即3865英尺）。